# NGC 4024
NGC 4024 is een elliptisch sterrenstelsel in het sterrenbeeld Raaf. Het werd op 7 februari 1785 ontdekt door de Duits-Britse astronoom William Herschel.

## Synoniemen
- ESO 572-31
- MCG -3-31-4
- PGC 37690